# Качмарі (Новояворівська міська громада)
Качмарі́ —  село в Україні, у Яворівському районі Львівської області. Населення, згідно перепису 2001 року становить 94 осіб. Орган місцевого самоврядування - Новояворівська міська рада.

## Населення

### Мова
Розподіл населення за рідною мовою за даними перепису 2001 року:
| Мова       | Кількість | Відсоток |
| ---------- | --------- | -------- |
| українська | 94        | 100%     |